# ريكرويت (شركة)
ريكرويت هي شركة موارد بشرية مقرها في اليابان. تأسست باسم "دايغاكو شيمبون كوكوكوشا" في عام 1960 كشركة إعلانية متخصصة في الصحف الجامعية. تمتلك محرك البحث عن الوظائف في الواقع وموقع مراجعة صاحب العمل جلاس دور.
بلغت مبيعاتها أكثر من 17 مليار دولار في عام 2016، حيث ساهمت المبيعات الخارجية بنسبة 40٪ من إجمالي الإيرادات.